# Jesika Malečková
Jesika Malečková (Hořovice, 16 agosto 1994) è una tennista ceca.

## Carriera
Jesika Malečková ha vinto 11 titoli in singolare e 24 titoli in doppio nel circuito ITF in carriera. Il 20 giugno 2016 ha raggiunto il best ranking mondiale nel singolare, nr 191; il 28 novembre 2022 ha raggiunto il miglior piazzamento mondiale nel doppio, nr 97.
Ha fatto il suo debutto nel circuito maggiore al Katowice Open 2016, dove viene ripescata come lucky loser dopo aver perso nell'ultimo turno di qualificazione da Isabella Šinikova. Nel tabellone principale, cede al primo turno alla settima testa di serie Tímea Babos.
Nel doppio, prende parte al J&T Banka Prague Open 2018 e all'Engie Open de Limoges 2018 in coppia con la connazionale Petra Krejsová, uscendo in entrambe le occasioni al primo turno: a Praga vengono sconfitte dalle future campionesse Nicole Melichar e Květa Peschke, mentre a Limoges vengono fatte fuori dalle romene e prime del tabellone Mihaela Buzărnescu e Monica Niculescu. Due anni dopo, prende parte ai due tornei di casa; ritorna al Prague Open 2020 questa volta in coppia con Miriam Kolodziejová grazie ad una wild-card, uscendo di esce all'esordio contro Rosalie van der Hoek e Yanina Wickmayer, mentre al J&T Banka Ostrava Open 2020 fa coppia con la slovacca Chantal Škamlová sempre grazie ad un invito e perdo contro le prime teste di serie e future vincitrici del torneo Elise Mertens e Aryna Sabalenka. Al Ladies Open Lausanne 2021 raggiunge il suo primo quarto di finale in carriera giocando insieme alla russa Valentina Ivachnenko e sconfiggono al primo turno Carole Monnet e Gabriella Price, per poi essere superate dalle giocatrici di casa e poi campionesse Susan Bandecchi e Simona Waltert.
Nei tornei del Grand Slam ha disputato in tre occasioni le qualificazioni, uscendo sempre di scena al primo round: agli Open di Francia 2016 subentra come alternate e viene sconfitta dalla giocatrice di casa Mathilde Johansson, agli US Open 2016 si arrende alla tedesca Tatjana Maria, mentre agli Australian Open 2022 si arrende alla spagnola Rebeka Masarova.

## Circuito WTA 125

### Doppio

#### Vittorie (3)
| N. | Data           | Torneo                   | Superficie  | Compagna     | Avversarie in finale                | Punteggio        |
| 1. | 17 maggio 2025 | Parma Ladies Open, Parma | Terra rossa | Miriam Škoch | Sabrina Santamaria Tang Qianhui     | 6-2, 6-0         |
| 2. | 7 giugno 2025  | Makarska Open, Macarsca  | Terra rossa | Miriam Škoch | Oksana Kalašnikova Elena Pridankina | 2-6, 6-3, [10-4] |
| 3. | 12 luglio 2025 | Swedish Open, Båstad     | Terra rossa | Miriam Škoch | Irene Burillo Berfu Cengiz          | 6-4, 6-3         |

#### Sconfitte (2)
| N. | Data              | Torneo                        | Superficie  | Compagna        | Avversarie in finale             | Punteggio        |
| 1. | 24 settembre 2022 | Budapest Open, Budapest       | Terra rossa | Renata Voráčová | Anna Bondár Kimberley Zimmermann | 3-6, 6-2, [5-10] |
| 2. | 22 marzo 2025     | Megasaray Hotels Open, Adalia | Terra rossa | Miriam Škoch    | Maja Chwalińska Anastasia Dețiuc | 6-4, 3-6, [2-10] |

## Statistiche ITF

### Singolare

#### Vittorie (11)
| Torneo $100.000 (0) |
| Torneo $80.000 (0)  |
| Torneo $75.000 (0)  |
| Torneo $60.000 (0)  |
| Torneo $50.000 (0)  |
| Torneo $40.000 (0)  |
| Torneo $25.000 (6)  |
| Torneo $15.000 (3)  |
| Torneo $10.000 (2)  |

| N.  | Data              | Torneo                                                           | Superficie  | Avversaria in finale | Punteggio        |
| 1.  | 7 settembre 2014  | Gorenje Prague Open, Praga                                       | Terra rossa | Zuzana Zálabská      | 6–3, 7–6(6)      |
| 2.  | 26 ottobre 2014   | Tennis Organisation Cup, Adalia                                  | Cemento     | Shérazad Reix        | 6-3, 6-3         |
| 3.  | 28 giugno 2015    | Breda Future+, Breda                                             | Terra rossa | Sandra Zaniewska     | 6-3, 5-7, 7-5    |
| 4.  | 2 agosto 2015     | BMW AHG Cup, Horb am Neckar                                      | Terra rossa | Shérazad Reix        | 1–6, 6–4, 6–2    |
| 5.  | 15 novembre 2015  | Slovak Open, Bratislava                                          | Cemento (i) | Anhelina Kalinina    | 4-6, 7-6(3), 6-4 |
| 6.  | 28 gennaio 2018   | Internationale Württembergische Hallenmeisterschaften, Stoccarda | Cemento (i) | Ekaterina Kazionova  | 6-2, 6-0         |
| 7.  | 23 settembre 2018 | Royal Cup NLB Montenegro, Podgorica                              | Terra rossa | Tena Lukas           | 6-2, 6-0         |
| 8.  | 21 luglio 2019    | ITS Cup, Olomouc                                                 | Terra rossa | İpek Soylu           | 6-3, 6-4         |
| 9.  | 8 settembre 2019  | Kuchyne Gorenje Prague Open, Praga                               | Terra rossa | Cindy Burger         | 6-1, 6-2         |
| 10. | 19 settembre 2021 | Jablonec nad Nisou Open, Jablonec nad Nisou                      | Terra rossa | Aneta Kladivová      | 6–2, 2-6, 6–2    |
| 11. | 3 giugno 2023     | Carinthian Ladies Lake´s Trophy, Annenheim                       | Terra rossa | Miriam Bulgaru       | 6-2, 6-0         |

#### Sconfitte (10)
| Torneo $100.000 (0) |
| Torneo $80.000 (0)  |
| Torneo $75.000 (0)  |
| Torneo $60.000 (1)  |
| Torneo $50.000 (2)  |
| Torneo $40.000 (0)  |
| Torneo $25.000 (2)  |
| Torneo $15.000 (1)  |
| Torneo $10.000 (4)  |

| N.  | Data              | Torneo                                                 | Superficie  | Avversaria in finale | Punteggio     |
| 1.  | 27 luglio 2014    | BMW AHG Cup, Horb am Neckar                            | Terra rossa | Petra Krejsová       | 5-7, 5-7      |
| 2.  | 21 settembre 2014 | Advantage Cars Cup, Hluboká nad Vltavou                | Terra rossa | Lenka Kunčíková      | 4-6, 3-6      |
| 3.  | 24 maggio 2015    | Szczawno-Zdrój Cup, Szczawno-Zdrój                     | Terra rossa | Martina Borecká      | 0-1 rit.      |
| 4.  | 23 agosto 2015    | Leipzig Open, Lipsia                                   | Terra rossa | Valerija Strachova   | 6(7)-7, 1-6   |
| 5.  | 23 gennaio 2016   | Wesley Chapel Challenger, Wesley Chapel                | Terra verde | Sofia Kenin          | 2-6, 2-6      |
| 6.  | 4 giugno 2016     | Internazionali Femminili di Tennis di Brescia, Brescia | Terra rossa | Karin Knapp          | 1-6, 2-6      |
| 7.  | 6 novembre 2016   | Tevlin Women's Challenger, Toronto                     | Cemento     | Catherine Bellis     | 2-6, 6-1, 3-6 |
| 8.  | 24 settembre 2017 | Royal Cup NLB Banka, Podgorica                         | Terra rossa | Marina Mel'nikova    | 2-6, 0-6      |
| 9.  | 2 febbraio 2020   | Magic Tours, Monastir                                  | Cemento     | Julija Hatouka       | 1-6, 2-6      |
| 10. | 19 giugno 2022    | Macha Lake Open, Česká Lípa                            | Terra rossa | Sára Bejlek          | 4-6, 4-6      |

### Doppio

#### Vittorie (24)
| Torneo $100.000 (0) |
| Torneo $80.000 (1)  |
| Torneo $75.000 (0)  |
| Torneo $60.000 (11) |
| Torneo $50.000 (0)  |
| Torneo $40.000 (0)  |
| Torneo $25.000 (6)  |
| Torneo $15.000 (2)  |
| Torneo $10.000 (4)  |

| N.  | Data              | Torneo                                   | Superficie    | Compagno            | Avversari in finale                     | Punteggio              |
| 1.  | 25 agosto 2012    | Synot Tip Open, Praga                    | Terra rossa   | Tereza Smitková     | Anastasija Pivovarova Arina Rodionova   | 6-1, 6-4               |
| 2.  | 8 settembre 2012  | Trofeo Carr Service, Trieste             | Terra rossa   | Petra Krejsová      | Giulia Gabba Alice Savoretti            | 7-6(4), 6-1            |
| 3.  | 24 novembre 2012  | Vitality Trophy, Vendryně                | Cemento (i)   | Kateřina Vaňková    | Martina Kubičíková Tereza Smitková      | 7-6(2), 6-2            |
| 4.  | 6 luglio 2013     | Zubr Cup, Přerov                         | Terra rossa   | Petra Krejsová      | Victoria Kan Ganna Poznichirenko        | 6–1, 4–6, [10–5]       |
| 5.  | 28 settembre 2013 | ITF Women's Circuit Prague, Praga        | Terra rossa   | Tereza Malíková     | Jil Nora Engelmann Yvonne Neuwirth      | 6–2, 6–2               |
| 6.  | 23 maggio 2015    | Szczawno-Zdrój Cup, Szczawno-Zdrój       | Terra rossa   | Martina Borecká     | Veronika Kolářová Petra Rohanová        | 6–1, 2–6, [10–5]       |
| 7.  | 23 settembre 2017 | Royal Cup NLB Montenegro, Podgorica      | Terra rossa   | Petra Krejsová      | Tereza Mihalíková Chantal Škamlová      | 6-2, 6-3               |
| 8.  | 28 ottobre 2017   | Republican Girls, Istanbul               | Cemento (i)   | Petra Krejsová      | İpek Öz Ekaterina Jašina                | 6–4, 6–3               |
| 9.  | 22 luglio 2018    | ITS Cup, Olomouc                         | Terra rossa   | Petra Krejsová      | Lucie Hradecká Michaëlla Krajicek       | 6-2, 6-1               |
| 10. | 17 agosto 2019    | Leipzig Open, Lipsia                     | Terra rossa   | Petra Krejsová      | Anna Danilina Vivian Heisen             | 4-6, 6-3, [10-6]       |
| 11. | 20 febbraio 2021  | Ilana Kloss International, Potchefstroom | Cemento       | Miriam Kolodziejová | Anna Bondár Réka Luca Jani              | 6-2, 3-6, [10-5]       |
| 12. | 4 settembre 2021  | Kuchyně Gorenje Prague Open, Praga       | Terra rossa   | Miriam Kolodziejová | Kanako Morisaki Erika Sema              | 6–3, 1–6, [10–2]       |
| 13. | 27 febbraio 2022  | Antalya Series, Adalia                   | Terra rossa   | Miriam Kolodziejová | Funa Kozaki Naho Sato                   | 7-6(2), 7-6(4)         |
| 14. | 5 marzo 2022      | Antalya Series, Adalia                   | Terra rossa   | Miriam Kolodziejová | Sapfo Sakellaridi Anastasija Zolotareva | 6-2, 6-4               |
| 15. | 30 aprile 2022    | Edge Istanbul, Istanbul                  | Terra rossa   | Maja Chwalińska     | Berfu Cengiz Anastasija Tichonova       | 2-6, 6-4, [10-7]       |
| 16. | 3 giugno 2022     | Brașov Open, Brașov                      | Terra rossa   | Isabella Šinikova   | Veronika Erjavec Weronika Falkowska     | 7-6(5), 6-3            |
| 17. | 22 ottobre 2022   | Hamburg Ladies & Gents Cup, Amburgo      | Cemento (i)   | Miriam Kolodziejová | Veronika Erjavec Malene Helgø           | 6-4, 6-2               |
| 18. | 19 novembre 2022  | Slovak Open, Bratislava                  | Cemento (i)   | Renata Voráčová     | Katarína Kužmová Viktória Kužmová       | 2-6, 7-5, [13-11]      |
| 19. | 6 maggio 2023     | Advantage Cars Prague Open, Praga        | Terra rossa   | Maja Chwalińska     | Aneta Kučmová Kaylah McPhee             | 6-0, 7-6(5)            |
| 20. | 4 novembre 2023   | Slovak Open, Bratislava                  | Cemento (i)   | Estelle Cascino     | Denisa Hindová Karolína Kubáňová        | 6-3, 6-2               |
| 21. | 18 febbraio 2024  | Burg-Wächter Ladies Open, Altenkirchen   | Sintetico (i) | Maja Chwalińska     | Julia Lohoff Conny Perrin               | 6-4, 7-5               |
| 22. | 13 aprile 2024    | Bellinzona Ladies Open, Bellinzona       | Terra rossa   | Conny Perrin        | Carmen Corley Ivana Corley              | 6(4)-7, 7-6(7), [10-7] |
| 23. | 22 febbraio 2025  | Winter Prague Open, Praga                | Cemento (i)   | Miriam Škoch        | Priscilla Hon Rebeka Masarova           | 6-0, 6-2               |
| 24. | 1º marzo 2025     | Empire Women's Indoor, Trnava            | Cemento (i)   | Miriam Škoch        | Céline Naef Elena Pridankina            | 5-7, 6-3, [10-2]       |

#### Sconfitte (22)
| Torneo $100.000 (2) |
| Torneo $80.000 (0)  |
| Torneo $75.000 (0)  |
| Torneo $60.000 (5)  |
| Torneo $50.000 (1)  |
| Torneo $40.000 (1)  |
| Torneo $25.000 (7)  |
| Torneo $15.000 (3)  |
| Torneo $10.000 (2)  |

| N.  | Data              | Torneo                                                           | Superficie  | Compagno            | Avversari in finale                             | Punteggio           |
| 1.  | 21 aprile 2012    | Bluesun Bol Ladies Open, Bol                                     | Terra rossa | Tereza Smitková     | Nicole Clerico Anaïs Laurendon                  | 2–6, 0–6            |
| 2.  | 17 gennaio 2015   | Internationale Württembergische Hallenmeisterschaften, Stoccarda | Cemento (i) | Martina Borecká     | Lenka Kunčíková Karolína Stuchlá                | 2–6, 3–6            |
| 3.  | 20 giugno 2015    | Zubr Cup, Přerov                                                 | Terra rossa | Martina Borecká     | Miriam Kolodziejová Markéta Vondroušová         | 4-6, 1-6            |
| 4.  | 30 gennaio 2016   | The City of Sunrise Pro Tennis Classic, Sunrise                  | Terra verde | Kateřina Kramperová | Lenka Kunčíková Karolína Stuchlá                | 1–6, 6(6)-7         |
| 5.  | 10 settembre 2016 | Hungarian Pro Circuit Ladies Open, Budapest                      | Terra rossa | Ágnes Bukta         | Cindy Burger Arantxa Rus                        | 1-6, 4-6            |
| 6.  | 1º luglio 2017    | Bella Cup, Toruń                                                 | Terra rossa | Miriam Kolodziejová | Vera Lapko Anna Morgina                         | 2-6, 3-6            |
| 7.  | 27 gennaio 2018   | Internationale Württembergische Hallenmeisterschaften, Stoccarda | Cemento (i) | Petra Krejsová      | Laura Ioana Andrei Raluca Georgiana Șerban      | 0–6, 7–6(7), [5–10] |
| 8.  | 31 marzo 2018     | Open GDF Suez Seine-et-Marne, Croissy-Beaubourg                  | Cemento (i) | Petra Krejsová      | Anna Kalinskaja Viktória Kužmová                | 6(5)-7, 1-6         |
| 9.  | 18 agosto 2018    | Leipzig Open, Lipsia                                             | Terra rossa | Petra Krejsová      | Cristina Dinu Ganna Poznichirenko               | 6–4, 0–6, [5–10]    |
| 10. | 20 ottobre 2018   | Open GDF Suez de Touraine, Joué-lès-Tours                        | Cemento (i) | Miriam Kolodziejová | Magdalena Fręch Bibiane Schoofs                 | 7-5, 2-6, [3-10]    |
| 11. | 20 luglio 2019    | ITS Cup, Olomouc                                                 | Terra rossa | Chantal Škamlová    | Anastasia Dețiuc Johana Marková                 | 3–6, 6–4, [9–11]    |
| 12. | 1º febbraio 2020  | Magic Tours, Monastir                                            | Cemento     | Miriam Kolodziejová | Nuria Brancaccio Federica Rossi                 | 7-5, 3-6, [5-10]    |
| 13. | 19 settembre 2020 | Frýdek Místek Open Cup, Frýdek-Místek                            | Terra rossa | Miriam Kolodziejová | Anastasia Dețiuc Johana Marková                 | 1-6, 4–6            |
| 14. | 16 ottobre 2021   | Lagos International Ladies Open, Lagos                           | Cemento     | Miriam Kolodziejová | Diāna Marcinkēviča Yuan Yue                     | w/o                 |
| 15. | 7 maggio 2022     | I. ČLTK Prague Open, Praga                                       | Terra rossa | Miriam Kolodziejová | Bárbara Gatica Rebeca Pereira                   | 4-6, 2-6            |
| 16. | 29 aprile 2023    | Oeiras Ceto Open, Oeiras                                         | Terra rossa | Renata Voráčová     | Fernanda Contreras Gómez Ingrid Gamarra Martins | 3-6, 2-6            |
| 17. | 23 giugno 2023    | Ilkley Trophy, Ilkley                                            | Erba        | Maja Chwalińska     | Nao Hibino Natalija Stevanović                  | 6(10)-7, 6(5)-7     |
| 18. | 2 dicembre 2023   | Empire Women's Indoor, Trnava                                    | Cemento (i) | Estelle Cascino     | Natália Kročková Tereza Mihalíková              | 6(7)-7, 5-7         |
| 19. | 30 marzo 2024     | BTC Murska Sobota Open, Murska Sobota                            | Cemento (i) | Nigina Abduraimova  | Francisca Jorge Anna Rogers                     | 4-6, 7-5, [8-10]    |
| 20. | 17 agosto 2024    | Ladies Open Amstetten, Amstetten                                 | Terra rossa | Miriam Škoch        | Yvonne Cavallé Reimers Eva Vedder               | 3-6, 2-6            |
| 21. | 9 novembre 2024   | Kyotec Open, Pétange                                             | Cemento (i) | Miriam Škoch        | Alevtina Ibragimova Lian Tran                   | 6-1, 2-6, [9-11]    |
| 22. | 4 maggio 2025     | Wiesbaden Tennis Open, Wiesbaden                                 | Terra rossa | Miriam Škoch        | Jibek Kulambaeva Darja Semeņistaja              | 6-4, 3-6, [9-11]    |